# Rose Garden (sång)
Rose Garden är en sång skriven av Joe South, mest känd genom Lynn Andersons inspelning vilken blev en hit 1970-1971. Andersons singel släpptes i oktober 1970 och toppade den amerikanska countrylistan, Hot Country Songs, och nådde en tredjeplats på amerikanska poplistan Billboard Hot 100. 
Lynn Andersons version av "Rose Garden" förblev den bäst säljande inspelningen av en kvinnlig countryartist fram till 1997. Sången har också tolkats av flera andra artister, som till exempel k.d. lang och Martina McBride, som släppte sina coverversioner på singel 1987 respektive 2005. Anita Lindblom sjöng in en svensk version av sången 1971. Den fick titeln "En dans på rosor". Samma år släppte även Sandie Shaw en version av sången, som dock missade listorna.
2021 gjorde Jill Johnsson en cover på låten.

## Text
I sångtexten, ursprungligen inspelad av Joe South själv, förklarar jag-personen för sin älskare att deras förhållande inte är perfekt, men att de skall vara glada över det som är bra och som de har och acceptera att allt inte kan vara perfekt (som i en textrad i refrängen: "I beg your pardon; I never promised you a rose garden"). 

## Historik
Joe South spelade ursprungligen in sången för albumet Introspect, som nådde plats 117 på Billboard 200, år 1969. Dobie Gray var den första artisten att ha vissa framgångar med en singelversion av sången, utgiven 1969 på skivmärket White Whale. Hans version placerade sig på plats 119 på Billboard Hot 100.

### Lynn Andersons version
Lynn Andersons skivproducent Glenn Sutton, som också var hennes make, var till en början inte helt nöjd med hennes inspelning av "Rose Garden", då han tyckte att det var konstigt att en kvinna sjöng en text som "I could promise you things like big diamond rings". Men Lynn Anderson själv tyckte om sången och ville sjunga den, och möjligheten att göra en inspelning uppstod så Sutton gick med på att spela in sången. Anderson hade 1970  kontrakt med skivbolaget Columbia och Clive Davis, som då arbetade för Columbia, tyckte om sången och beslutade att ta upp den som Lynn Andersons nästa singel. Singeln blev en hit och placerade sig högt på topplistorna inte bara i USA, utan också i Kanada och i flera europeiska länder, däribland Sverige, Storbritannien, samt i Australien och Nya Zeeland. "Rose Garden" blev inledningen en serie ettor och topp 10-placeringar för Lynn Andersons countrysinglar under 1970-talet och början av 1980-talet på countrytopplistorna. Sången blev Lynn Andersons signaturmelodi, och den var en av 1970-talets stora countryhits. För "Rose Garden" vann Anderson också Grammypriset i kategorin bästa kvinnliga countrysångare 1971. Joe South nominerades också 1972 till en Grammy för låten, i egenskap av låtskrivare, i kategorin årets låt. 
Lynn Anderson har sagt om låtens framgång; "Jag tror att “Rose Garden” släpptes i exakt rätt tid. Folk försökte återhämta sig från Vietnam-åren. Budskapet i låten — om du bara tar tag i livet och går vidare — kan du få ut något av ingenting — folk tog bara till sig det."
Lynn Anderson spelade även in en bluegrassversion av sången 2004 på comebackalbumet The Bluegrass Sessions, vilket blev hennes första Grammy-nominering på över 30 år.
Refrängen från Lynn Andersons originalversion samplades av danspopgruppen Kon Kan i låten "I Beg Your Pardon", släppt 1988. Refrängen har även samplats av den kanadensiske hiphopartisten Shad i hans låt med samma namn som Lynn Andersons låt, "Rose Garden", på hans album TSOL, släppt 2010.

## Listplaceringar

### Lynn Anderson
| Lista (1970-1971)         | Topplacering |
| ------------------------- | ------------ |
| Australien                | 2            |
| Finland                   | 1            |
| Irland                    | 1            |
| Kanada                    | 1            |
| Nederländerna             | 2            |
| Norge                     | 1            |
| Nya Zeeland               | 1            |
| Schweiz                   | 1            |
| Spanien                   | 2            |
| Storbritannien            | 3            |
| Sverige (Kvällstoppen)    | 1            |
| Sverige (Tio i topp)      | 1            |
| USA (Billboard Hot 100)   | 3            |
| USA (Hot Country Singles) | 1            |
| Västtyskland              | 1            |
| Österrike                 | 4            |

### Fotnoter
1. ↑  Lynn Anderson's "Rose Garden" at Countrymusicclassics.com Arkiverad 14 augusti 2007 hämtat från the Wayback Machine.
2. ↑  Lynn Andersons "Rose Garden" på Countrymusicclassics.com Arkiverad 14 augusti 2007 hämtat från the Wayback Machine.
3. ↑  ”Listplacering”. https://gosetcharts.com/1971/19710417.html. Läst 24 april 2021.
4. ↑  ”Listplacering”. http://suomenlistalevyt.blogspot.com/2015/08/anc-ark.html. Läst 24 april 2021.
5. ↑  ”Listplacering”. http://irishcharts.ie/search/placement?page=1&search_type=title&placement=Rose+Garden. Läst 24 april 2021.
6. ↑  ”Listplacering”. https://www.bac-lac.gc.ca/eng/discover/films-videos-sound-recordings/rpm/Pages/image.aspx?Image=nlc008388.3760&URLjpg=http%3a%2f%2fwww.collectionscanada.gc.ca%2fobj%2f028020%2ff4%2fnlc008388.3760.gif&Ecopy=nlc008388.3760. Läst 24 april 2021.
7. ↑  ”Listplacering”. http://dutchcharts.nl/showitem.asp?interpret=Lynn+Anderson&titel=Rose+Garden&cat=s. Läst 29 maj 2011.
8. ↑  ”Listplacering”. http://norwegiancharts.com/showitem.asp?interpret=Lynn+Anderson&titel=Rose+Garden&cat=s. Läst 29 maj 2011.
9. ↑  ”Listplacering”. Arkiverad från originalet den 24 april 2021. https://web.archive.org/web/20210424193039/http://www.flavourofnz.co.nz/index.php?qpageID=search%20listener&qsongid=3883#n_view_location. Läst 24 april 2021.
10. ↑  ”Listplacering”. http://hitparade.ch/showitem.asp?interpret=Lynn+Anderson&titel=Rose+Garden&cat=s. Läst 29 maj 2011.
11. ↑  Salaverri, Fernando (2005). Sólo éxitos: año a año, 1959–2002 (1:a uppl.). ISBN 978-84-8048-639-2
12. ↑  ”Listplacering”. Arkiverad från originalet den 25 maj 2012. https://archive.is/20120525152954/http://www.chartstats.com/release.php?release=5383. Läst 29 maj 2011.
13. ↑  Hallberg, Eric (1993). Kvällstoppen i P3 (1:a uppl.). ISBN 91-630-2140-4
14. ↑  Hallberg, Eric (1998). Tio i topp - med de utslagna på försök 1961-74 (1:a uppl.). ISBN 91-972712-5-X
15. ↑  ”Listplacering”. http://www.billboard.com/#/song/lynn-anderson/rose-garden/1988357. Läst 29 maj 2011.
16. ↑  ”Listplacering”. http://www.billboard.com/#/song/lynn-anderson/rose-garden/1988357. Läst 29 maj 2011.
17. ↑  ”Charts Surfer – Söktjänst”. http://www.charts-surfer.de/. Läst 24 april 2021.
18. ↑  ”Listplacering”. http://austriancharts.at/showitem.asp?interpret=Lynn+Anderson&titel=Rose+Garden&cat=s. Läst 29 maj 2011.